# Goren Eneveț, Veliko Tărnovo
Goren Eneveț (în bulgară Горен Еневец) este un sat în comuna Veliko Tărnovo, regiunea Veliko Tărnovo,  Bulgaria. 

## Demografie
Componența etnică a satului Goren Eneveț
     Nicio identificare (100%)
     Altele (0%)
La recensământul din 2011, populația satului Goren Eneveț era de 3 locuitori. . Pentru 100% din locuitori nu este cunoscută apartenența etnică.